# Brephos
Brephos là một chi bướm đêm thuộc họ Noctuidae.

## Các loài
- Brephos ansorgei Jordan, 1904
- Brephos decora Linnaeus, 1764
- Brephos festiva Jordan, 1913
- Brephos nyassana Bartel, 1903
- Brephos staeleniana Kiriakoff, 1954
- Brephos sublaeta Kiriakoff, 1975

## Hình ảnh

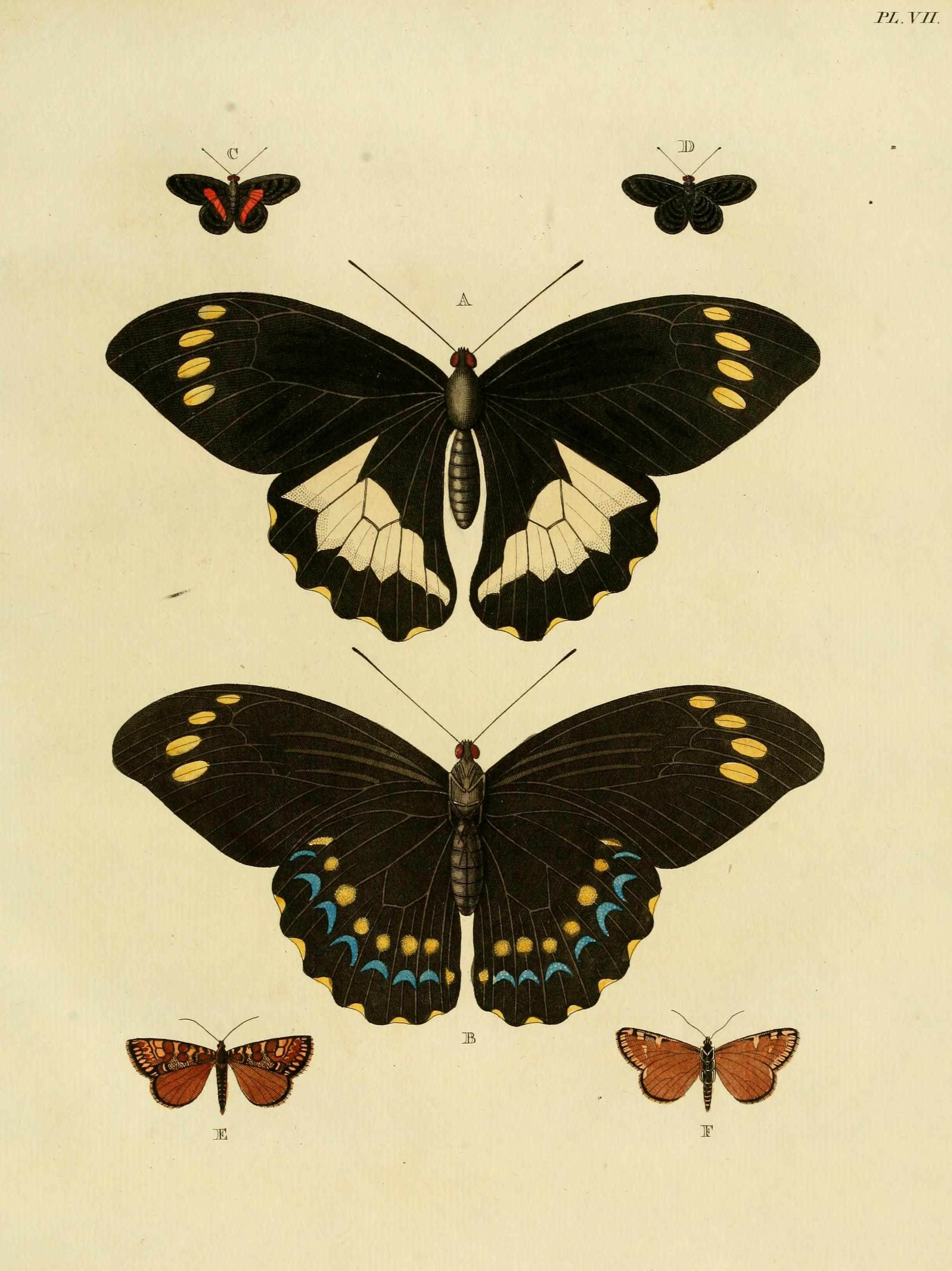